# Signaler (chanson)
Pour les articles homonymes, voir Signaler.
Pistes de Ipséité
Δ. Dieu ne ment jamais
(4) Ζ. Kiétu
(6)
Signaler ou E.Signaler est une chanson du rappeur belge Damso extrait de l'album Ipséité. Le single est certifié diamant en France.

## Composition
Le titre Signaler de Damso contient un sample de la chanson Jimmy de Booba qui elle-même reprend l'instrumentale du titre Mary du chanteur jamaïcain Ziggi Recado. Le compositeur Double X a modifié l'instrumentale en lui donnant un rythme plutôt reggaeton.

## Classements

### Classements hebdomadaires
| Classements (2018)           | Meilleure position |
| ---------------------------- | ------------------ |
| France (SNEP)                | 5                  |
| Suisse (Schweizer Hitparade) | 62                 |

### Classements annuels
| Classement (2017) | Position |
| ----------------- | -------- |
| France (SNEP)     | 13       |
| Classement (2018) | Position |
| France (SNEP)     | 94       |

## Certification
| Pays   | Organisme | Certification | Seuil                            |
| ------ | --------- | ------------- | -------------------------------- |
| France | SNEP      | Diamant       | 35 millions d'équivalent streams |